# 金日成元帥様万歳
「金日成元帥様万歳」（キムイルソンげんすいさまばんざい、朝鮮語: 김일성원수님 만세）は、朝鮮民主主義人民共和国（北朝鮮）の楽曲である。作詞：不詳（集団作詞と認知されているとの記述が中国語版記事にあり）、作曲：李冕相（리면상） で、1974年に発表された。
本作は金日成が元帥の称号を受けたことを称えるために制作されたが、1992年に金日成が大元帥の称号を受けた際には「金日成大元帥万々歳」という楽曲が新たに制作・発表されている。